# Saint-Jean-lès-Buzy
Saint-Jean-lès-Buzy település Franciaországban, Meuse megyében. Lakosainak száma 376 fő (2022. január 1.). Saint-Jean-lès-Buzy Béchamps, Mouaville, Olley, Puxe, Buzy-Darmont, Parfondrupt és Villers-sous-Pareid községekkel határos.

## Népesség
A település népessége az elmúlt években az alábbi módon változott:
| Lakosok száma | 301  | 253  | 223  | 281  | 361  | 369  | 370  | 375  | 380  | 376  |
|               | 1968 | 1982 | 1990 | 2006 | 2013 | 2015 | 2017 | 2019 | 2020 | 2022 |